# Odontosciara fujiana
Odontosciara fujiana är en tvåvingeart som beskrevs av Yang och Zhang 2003. Odontosciara fujiana ingår i släktet Odontosciara och familjen sorgmyggor. Inga underarter finns listade i Catalogue of Life.